# Bert Shard
Hon. Albert „Bert“ James Shard, AO (* 13. August 1902 in Maldon, Victoria; † 29. November 1991) war ein australischer Gewerkschaftsfunktionär und Politiker der Labor Party, der von 1944 bis 1947 Mitglied des South Australian House of Assembly, zwischen 1956 und 1975 Mitglied des South Australian Legislative Council sowie zeitweise Minister war.

## Leben

### Arbeiter, Gewerkschaftsfunktionär und Mitglied desSouth Australian House of Assembly
Albert „Bert“ James Shard, Sohn von Henry Shard († 1928) and Charlotte „Lot“ Warren Peake Shard (ca. 1870–1953), verließ 1916 als Vierzehnjähriger die Schule in Broken Hill und arbeitete daraufhin in verschiedenen Berufen wie zum Beispiel als Friseur, Verkäufer, Mitarbeiter der Zifferblattfabrik sowie während des Großen Streiks von 1919 in einer Obstverpackungsfabrik in Merbein. 1922 nahm er eine Tätigkeit als Verkaufsgehilfe in einem Ladengeschäft in Prospect auf und arbeitete daraufhin zwischen 1924 und 1936 als Fahrer eines Brotverkaufswagens des Unternehmens Nicholls Bros. in Nailsworth, ehe er von 1936 und 1949 als hauptamtlicher Sekretär der Gewerkschaft der Brotverkaufswagenfahrer (Breadcarters’ Union) fungierte. Er baute den bis dahin nicht vorhandenen Einfluss dieser Gewerkschaft auf und wurde 1940 auch zum Sekretär des Verwaltungsausschusses von Gewerkschaftshauses (Trades Hall) sowie des Ausschusses für die Feierlichkeiten zum Tag der Arbeit gewählt. 1940 wurde er Mitglied des Exekutivvorstandes der Australian Labor Party. Abseits seiner gewerkschaftlichen und politischen Funktionen interessierte er sich intensiv für den Sport. Nachdem er eine herausragende Rolle in den Angelegenheiten der Junioren-Fußballvereine im Distrikt North Adelaide gespielt hatte, wurde er 1940 in das Fußball-Komitee von North Adelaide gewählt. Er unterlag 1947, wurde aber 1950 als Mitglied dieses Komitees wiedergewählt.
Bei der Wahl am 29. April 1944 wurde Shard für die Labor Party im Wahlkreis Prospect erstmals zum Mitglied des South Australian House of Assembly gewählt, des Unterhauses des Parlaments von South Australia, und konnte sich dabei gegen den bisherigen Wahlkreisinhaber Elder Whittle von der Liberal and Country League (LCL) durchsetzen. Im Wahlkampf griff er dabei unter anderem die Communist Party of Australia (CPA) und deren Bewerber Alan Finger an. Zu dieser Zeit gab es in der Arbeiterbewegung viele, die dazu neigten, gegenüber der kommunistischen Philosophie ein wenig tolerant zu sein und bei öffentlichen Äußerungen dazu zumindest Vorsicht walten zu lassen, während Shard sagte, dass die Kommunistische Partei nichts tauge und erklärte, dass er sie bekämpfen werde, solange er Kraft habe. Er vertrat den Wahlkreis Prospect bis zu seiner eigenen Niederlage bei der Wahl am 8. März 1947, bei der Elder Whittle für die LCL dieses Mandat zurückgewann. 1949 wurde er als Nachfolger des ehemaligen Kommunisten Tom Garland zum Sekretär des südaustralischen Gewerkschaftsverbandes TLC (Trades and Labor Council) sowie zugleich Schatzmeister der Breadcarters’ Union. 1951 nahm er als Vertreter der Australischen Gewerkschaftsbund ACTU (Australian Council of Trade Unions) an der Internationalen Arbeitskonferenz in Genf sowie Anfang 1953 als ACTU-Vertreter an der Konferenz des Neuseeländischen Gewerkschaftsbundes NZCTU (New Zealand Council of Trade Unions) teil. Darüber hinaus wurde er 1951 Gründungsmitglied des Vorstands des Northern Districts Community Hospital.

### Mitglied desSouth Australian Legislative Councilund Minister
Am 15. Februar 1956 wurde Bert Shard für die ALP für den damaligen Wahlkreis Central District No 1 Mitglied des South Australian Legislative Council, des Oberhauses des Parlaments, und gehörte diesem bis zum 11. Juli 1975 an. Während seiner Mitgliedschaft im Legislativrat war er zwischen dem 15. Mai 1956 und dem 24. Oktober 1961 zunächst Mitglied des Gemeinsamen Ausschusses für nachgeordnete Gesetzgebung (Joint Committee on Subordinate Legislation) und im Anschluss vom 2. November 1961 bis zum 10. Dezember 1964 erstmals Mitglied des Parlamentarischen Ausschusses für Landbesiedlung (Parliamentary Committee on Land Settlement).
Nach dem Wahlsieg der ALP bei der Wahl am 6. März 1965 wurde Shard am 10. März 1965 in die Regierung von Premier Frank Walsh berufen, der ersten Labor-Regierung seit fast 32 Jahren, und bekleidete in dieser bis zum 1. Juni 1967 die Ämter als Chefsekretär der Regierung (Chief Secretary) und als Gesundheitsminister (Minister of Health). Die Ämter als Chefsekretär der Regierung und Gesundheitsminister hatte er vom 1. Juni 1967 bis zum 17. April 1968 ebenfalls in der ersten Regierung von Premier Don Dunstan inne. Er gehörte zwischen dem 24. Dezember 1969 und dem 2. Juni 1970 abermals dem Parlamentarischen Ausschuss für Landbesiedlung als Mitglied an.
Bei der Wahl am 30. Mai 1970 gewann die ALP eine Mehrheit von 27 der 47 Sitze im House of Assembly, woraufhin Bert Shard am 2. Juni 1970 in die zweite Regierung von Premier Don Dunstan berufen wurde und bekleidete in dieser bis zum 21. März 1973 noch einmal die Posten als Chefsekretär der Regierung und Gesundheitsminister. Zuletzt gehörte er vom 29. März 1973 bis zum 6. August 1975 dem Parlamentarischen Ständigen Ausschuss für öffentliche Arbeiten (Parliamentary Standing Committee on Public Works) als Mitglied an. Am 13. November 1975 wurde ihm der Höflichkeitstitel The Honourable verliehen.
Am 26. Januar 1977 wurde er im Rahmen des Australia Day zum Officer des Order of Australia (AO) ernannt. Aus seiner 1927 geschlossenen Ehe mit Muriel Mavis Whiting Shard gingen die beiden Söhne Bruce Walter Shard (1928–1999) und Ross David Shard (* 1929) hervor.

## Hintergrundliteratur
- Parliament of South Australia: Statistical Record of the Legislature 1836–2007 (Memento vom 11. März 2019 im Internet Archive)